# Вишакхапатнам (аэропорт)
Международный аэропорт Вишакхапатнам (англ. Visakhapatnam International Airport) (ИАТА: VTZ, ИКАО: VOVZ) — международный аэропорт, расположенный в 12 километрах от города Вишакхапатнам, штат Андхра-Прадеш, Индия. Это самый большой и самый оживлённый аэропорт в штате Андхра-Прадеш. Аэропорт также эксплуатирует ВМС Индии.

## История
Первый рейс с аэропорта вылетел в 1981 году. Широкая взлётно-посадочная полоса (60 метров) была открыта 15 июня 2007 года. Новое здание терминала было открыто 20 февраля 2009 года. После модернизации стали отправляться рейсы в Сингапур, Дубай, Куала-Лумпур.

## Терминалы
Аэропорт имеет два терминала. В рамках программы модернизации 35 аэропортов без метро, Ассоциация аэропортов Индии построила интегрированный пассажирский терминал внедрённый рядом со старым терминалом. Новое здание терминала было открыто 20 февраля 2009 года. Площадь терминала 140 гектар и может обрабатывать 375 пассажиров по прибытии и 750 на вылет. Терминал может обслуживать самолёты такие как Boeing 747, Airbus A340. Из-за растущего воздушного движения в аэропорту Ассоциация аэропортов Индии приняла решение по строительству шести дополнительных отсеков для стоянки воздушных судов за счет расширения перрона.
Старый пассажирский терминал был переоборудован в грузовой.